# 야이마 화산

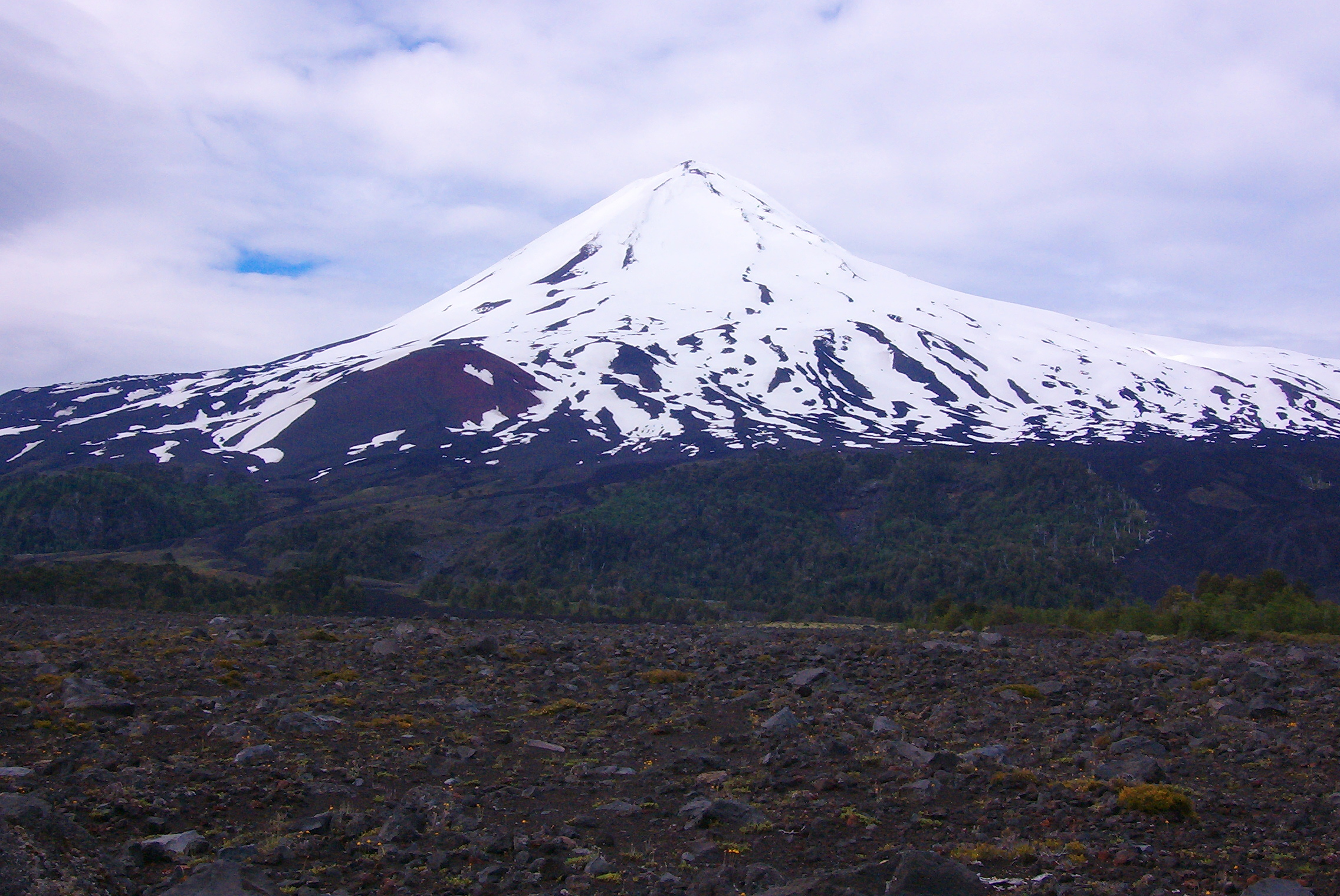
눈 덮인 야이마 화산

야이마 화산(Volcan Llaima)은 안데스산맥에 있는 화산으로, 칠레 아라우카니아주에 있으며 테무코에서 북동쪽으로 82km 떨어져 있다. 높이는 해발 3,125m이다. 이곳은 칠레에서 활동이 매우 활발한 활화산으로 눈덮힌 성층 화산이다.

## 분화
야이마의 남쪽에 위치한 빌라리카산과 마찬가지로 이곳은 칠레에서 가장 활동이 활발한 화산이다. 이따금씩 폭발하며 용암이 분출하면 눈이 녹는다. 대부분 스트롬볼리식 분화를 한다. 어떤때는 라하르(화산이류)가 일어나기도 하였다.
2008년에 분화한 적이 있다.

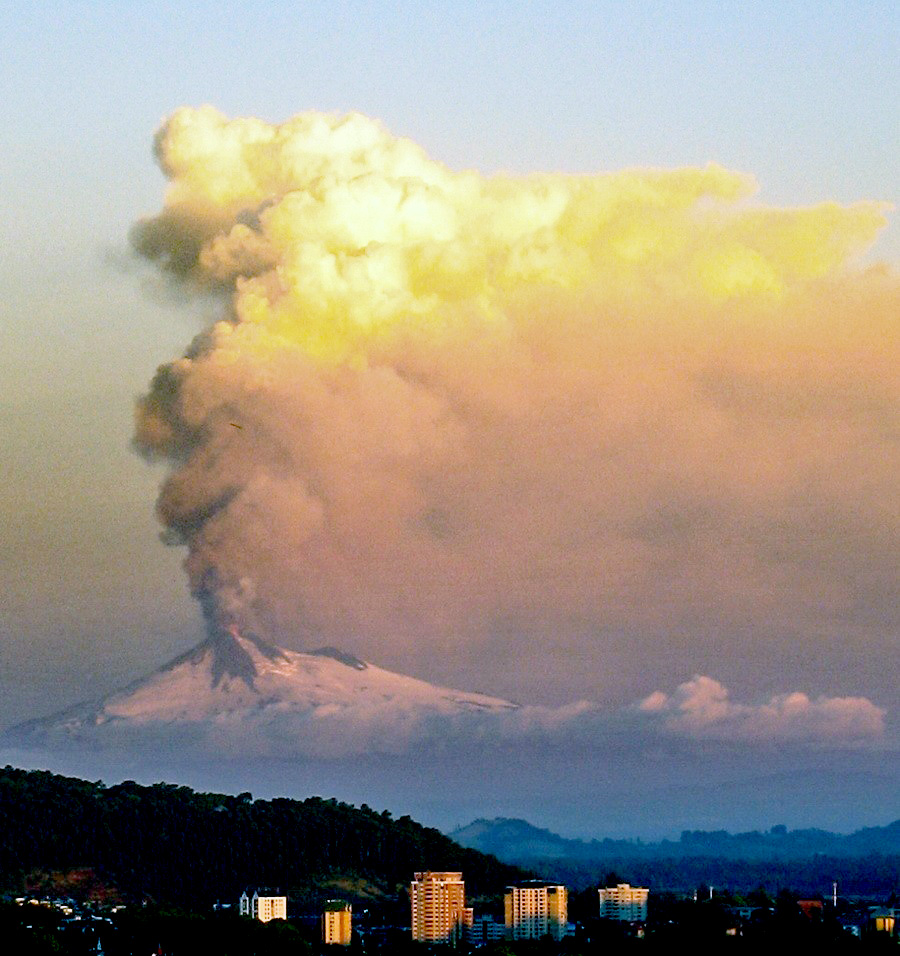
2008년 분화
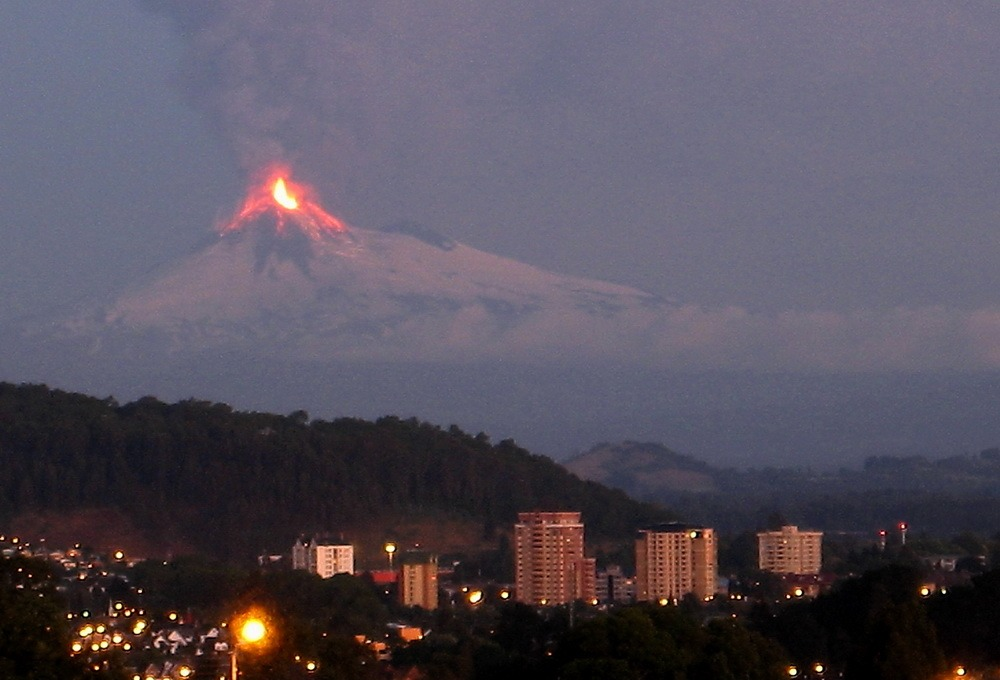
2008년 분화